# Úsvit – Národní Koalice
Úsvit – Národní Koalice (zkratka Úsvit; od června 2013 do června 2014 Úsvit přímé demokracie Tomia Okamury a do srpna 2015 Úsvit přímé demokracie) bylo české pravicové až krajně pravicové politické hnutí celkově o devíti členech založené senátorem Tomiem Okamurou, usilující původně o spojení politiků a organizací napříč politickým i kulturním spektrem a prosazení změny Ústavy k posílení přímé demokracie. V předčasných volbách do Poslanecké sněmovny Parlamentu ČR v říjnu 2013 hnutí získalo čtrnáct poslaneckých mandátů, po rozštěpení měl poslanecký klub Úsvitu k červenci 2015 devět členů. V březnu 2018 zaniklo přeměnou na spolek.

## Historie
Úsvit přímé demokracie založil Tomio Okamura poté, co byl kvůli nedostatku petičních podpisů zamítnut jako kandidát na českého prezidenta ve volbách 2013. Hnutí vzniklo v květnu 2013 a na Ministerstvu vnitra bylo zaregistrováno dne 19. června 2013. Název hnutí je ovlivněn knihou Úsvit ekonoma Pavla Kohouta, ve které podporuje myšlenky zásadní změny politického systému a přímé volby poslanců. V září 2013 se však Kohout od hnutí i Okamury distancoval.

Logo Úsvitu přímé demokracie

Po volbách do Evropského parlamentu 2014 Tomio Okamura oznámil, že v květnu požádal o změnu stanov a názvu hnutí. Z názvu mělo zmizet „Tomia Okamury“ a zůstat tak mělo jen „Úsvit přímé demokracie“. Od 2. června 2014 už hnutí používá zaregistrovaný název „Úsvit přímé demokracie“. Členem hnutí se může stát každý český občan, který je starší 18 let, plně svéprávný a který není členem jiné politické strany nebo hnutí. Vznik členství však musí schválit alespoň dvě pětiny všech členů a zároveň předseda hnutí.

### Struktura hnutí
Nejvyšším orgánem hnutí je Konference, která je tvořena všemi členy hnutí a která se schází alespoň jednou ročně. Volí (vždy na pětileté funkční období) a odvolává orgány hnutí, schvaluje volební program, tříčtvrtinovou většinou hlasů všech členů může rozhodnout o vyloučení člena z hnutí. Může také rozhodnout o změně stanov, to však za předpokladu souhlasu všech členů hnutí. Výkonným orgánem hnutí je předseda, který hnutí zastupuje navenek, řídí jeho činnost a schvaluje rozpočet. Statutárním orgánem hnutí je však předseda společně s výkonným tajemníkem, který řídí činnost kanceláře. Předseda, výkonný tajemník a další tři členové vytváří předsednictvo, které sestavuje všechny kandidátní listiny a které rozhoduje většinou alespoň čtyř hlasů. Kontrolním orgánem je revizor a spory urovnává tříčlenná rozhodčí komise. Za hnutí jedná a s jeho majetkem hospodaří statutární orgán, v jednotlivých případech může rozhodovat sám předseda nebo výkonný tajemník, za hospodaření ale odpovídá celé předsednictvo.

### Cíle hnutí
Deklarovaným cílem hnutí je kandidovat ve volbách a spojovat osobnosti, hnutí a sdružení, jejichž snahou je prosadit změny Ústavy k přímé demokracii. Konkrétně prosazení přímé volby starostů, poslanců a hejtmanů, odvolatelnosti politiků referendem, zavedení osobní hmotné a trestní odpovědnosti politiků ve funkci a striktní oddělení legislativní a výkonné moci (tedy zavedení poloprezidentského či prezidentského systému). Dalšími cíli jsou: prosazení zákona o referendu, který by občanům dal možnost iniciovat či zablokovat zákon, a nastavení rozpočtu dle švýcarského vzoru.
Mimo výše uvedené cíle v otázce prvků přímé demokracie hnutí usiluje o zpřísnění imigrační politiky, omezení systému sociálních dávek, tak aby z něj čerpali jen plně integrovaní občané, důraz na plnou integraci menšin, zvýšení platů policistů, podporu národního cítění a národní kultury pod heslem „Národ sobě“, snižování daní a podporu podnikání a v neposlední řadě o potlačení byrokracie.
Do voleb do Evropského parlamentu 2014 šli především s antiimigrační, euroskeptickou a nacionální kampaní. Ve svém programu uvedli, že budou hájit silný český stát proti posilování kontrolní a regulační činnosti Evropské unie, současně chtěli zpřísnit imigrační politiku EU a posílit a chránit kulturní evropské tradice.
Na jaře 2014 se objevily billboardy a plakáty Úsvitu namířené proti přistěhovalcům. Obsahovaly nápis „Práci našim občanům, ne imigrantům! Volte Úsvit“. Billboardy vyvolaly kritiku, jelikož mohou být vnímány jako výzva k nenávisti vůči přistěhovalcům a omezování jejich práv a kauza mířila k Evropskému soudu pro lidská práva.

### Volby do Poslanecké sněmovny PČR 2013

Výsledky Úsvitu ve volbách do Poslanecké sněmovny v roce 2013.

V předčasných volbách do Poslanecké sněmovny Parlamentu ČR Okamurovo hnutí představilo následující krajské lídry: Tomio Okamura, Vít Bárta, Jaroslav Novák Večerníček, Karel Pražák, Milan Šarapatka, Radim Fiala, Karel Fiedler, Jiří Štětina, Jaroslav Holík, David Kádner, Martin Lank, Jana Hnyková, Petr Adam a Pavel Přemysl Ries. Do voleb se tak hnutí spojilo s některými exposlanci za Věci veřejné (Bárta, Štětina, Kádner) a za ODS (Fiala). Na kandidátních listinách Úsvitu kandidovali i členové strany Moravanů a předseda Balbínovy poetické strany Jiří Hrdina.
Hnutí ve volbách získalo 342 339 hlasů (6,88 %) a čtrnáct mandátů, tím se dostalo do Poslanecké sněmovny Parlamentu ČR jako šestá nejsilnější volební strana. Nejúspěšnější bylo v Moravskoslezském a Středočeském kraji, kde získalo 43 017, respektive 39 714 hlasů a po dvou mandátech. Naopak nejslabší bylo v Plzeňském a Karlovarském kraji, kde obdrželo 14 673, respektive 10 225, a tím zůstalo bez nároku na mandát. Z kandidátů se do Sněmovny dostali lídři krajských kandidátních listin, případně při zisku dvou mandátů i kandidáti kandidující z druhé pozice. V rámci hnutí byl nejúspěšnějším kandidátem lídr středočeské kandidátní listiny Tomio Okamura, který obdržel 8 661 preferenčních hlasů (21,8 %).

### Volby do Evropského parlamentu 2014
V roce 2014 hnutí kandidovalo do květnových voleb do Evropského parlamentu. Lídryní kandidátní listiny byla vybrána Klára Samková. Dalšími předními kandidáty byli Roman Škrabánek či Kateřina Radostová. Hnutí se ve svém programu vymezilo vůči posilováni Evropské unie na úkor národního státu a za zpřísnění imigrační politiky. V předvolební kampani použili xenofobní motivy, například přejaté od Švýcarské lidové strany (SVP). Během kampaně sepsali i petici za zpřísnění imigrační politiky EU, ve které požadovali zachování „evropské“ a křesťanské Evropy. Petice začínala větou „Nechceme u nás nepřizpůsobivé cizince nebo náboženské fanatiky“. Dne 10. května 2014 byla lídryně kandidátní listiny Samková vedením Úsvitu vyzvána, aby se vzdala své kandidatury kvůli obvinění z korupce. V čele listiny jí nahradil původně druhý kandidát Úsvitu Roman Škrabánek.
Při v té době rekordně nízké účasti 18,2 % voličů hnutí získalo 47 306 hlasů (3,12 %), a tím neobdrželo žádný mandát. Nejvíce přednostních hlasů, 4 917, získal lídr kandidátní listiny Roman Škrabánek. Předseda hnutí Tomio Okamura za výsledek vinil české voliče, kteří dle něj svůj nesouhlas s politikou Evropské unie vyjádřili odmítnutím jít volit. Zopakoval tak vysvětlení neúspěšného nizozemského pravicového euroskeptika Geerta Wilderse, který také proslul svou antiimigrační rétorikou. Po volbách do Evropského parlamentu Tomio Okamura uznal chybu při kladení důrazu na protiimigrační téma, které je dle něj v ČR očividně předčasné.

### Odchod Tomia Okamury
- 19. ledna 2015 – Předseda poslaneckého klubu Radim Fiala byl odvolán, nahradil jej Marek Černoch
- 10. únor – Deset poslanců vedených předsedou klubu Černochem vydalo prohlášení oznamující založení nové politické stany, která bude spolupracovat s francouzskou Národní frontou Marine Le Penové. Okamura jejich jednání označil za pokus o převrat a likvidaci hnutí.
- 26. února – Okamura přiznal, že hnutí je ohledně financí v minusu.
- 24. března – Komise pod vedením poslance Jiřího Štětiny vyzvala Okamuru k vrácení 560 tisíc korun, které podle komise neoprávněně dostal za plán předvolební kampaně a vyzvala ho k rezignaci. Zároveň upozornila na podivné platby, které hnutí vyplácelo společnostem ATM a 10 minutes, z nichž první jmenovaná oficiálně sídlí v polorozpadlém domku obývaném bezdomovci. Téhož dne byli Okamura a Fiala z poslaneckého klubu hnutí vyloučeni.[40] Tentýž večer Okamura v Událostech, komentářích řekl, že puč byl proti němu spuštěn, když se pokusil vypovědět smlouvu se společností Celsianus, kterou Úsvit před zvolením do Sněmovny uzavřel na doporučení předsedy Věcí veřejné Víta Bárty.
- 25. března – Poslanecký klub opustil Milan Šarapatka. Své rozhodnutí zdůvodnil nepřehledností situace v hnutí a nejasnostmi kolem jeho financování.[41]
- 2. dubna – Poslanecký klub opustil Karel Pražák. Své rozhodnutí zdůvodnil nepřehledností a tím, že nechce být spojován s děním v hnutí a aby nemohla být nikým zpochybňována jeho důvěryhodnost.[42]
- 4. dubna – Poslanci Petr Adam, Jana Hnyková, Martin Lank a Karel Fiedler oznámili, že zakládají novou politickou stranu s pracovním názvem „Národní zájmy“.[43]
- 22. dubna – Server Parlamentní listy vydal zprávu, podle níž Okamura zakládá novou politickou stranu s názvem „Strana přímé demokracie“.[44]
- 5. května – Tomio Okamura definitivně opustil hnutí a spolu s poslancem Fialou zakládá novou politickou stranu Svoboda a přímá demokracie.[45]
- 19. května – Zbylí poslanci za Úsvit založili stranu Národní zájmy, kterou povede Petr Adam.[46]
- 7. července – Úsvit přímé demokracie se sloučil se stranou Národní zájmy. Název nového politického subjektu má být představem v srpnu, kdy má být zvoleno nové předsednictvo.[47]
- 17. července – Poslanecký klub opustil Jaroslav Holík. Své rozhodnutí zdůvodnil tak, že nesouhlasil s tím, že Úsvit vyloučil Okamuru a Fialu, a přidal se do jejich hnutí Svoboda a přímá demokracie.[48]
- 8. srpna – Na volebním sjezdu byl předsedou zvolen válečný veterán Miroslav Lidinský a byl změněn název strany na Úsvit – národní koalice. Do vedení strany se dostali také Marek Černoch (1. místopředseda) a Karel Fiedler, Olga Havlová, Jana Hnyková, Martin Lank a Jan Zilvar (řadoví místopředsedové).[49][50]
- 8. září – Strana se dohodla na spolupráci s Blokem proti islámu, který vede entomolog Martin Konvička. Ten se také stal superlídrem a mluvčím formace do krajských a senátních voleb v roce 2016. Obě uskupení také plánovala společně kandidovat do sněmovních voleb v roce 2017[51], nakonec však Úsvit podpořil stranu Blok proti islamizaci – Obrana domova.
- 15. září – Poslanec Petr Adam oznámil, že odchází ze strany. Jako důvod uvedl především její radikalizaci a spojení s Martinem Konvičkou, který vede Blok proti islámu.[52]

### Jednání s Blokem proti islámu
Na společné ideové konferenci hnutí s organizací Blok proti islámu 20. února 2016 bylo schváleno přejmenování hnutí na Úsvit s Blokem proti islámu. To bylo oznámeno spolu s volebním programem pro krajské i senátní volby konané téhož roku, propagovaným pod heslem „Hrdá a bezpečná země“. Za pět základních pilířů programu označil předseda hnutí Miroslav Lidinský bezpečnost a obranu státu, vzdělání a kulturu, solidaritu se seniory a handicapovanými, principy přímé demokracie a maximální svobodu podnikání. Změnu názvu v březnu 2016 neschválilo ministerstvo vnitra, kvůli možnému směřování k popírání rovných práv a svobod občanů vyznávajících islám. Dne 25. dubna 2016 vypověděl Blok proti islámu smlouvu kvůli údajnému neplnění závazků ze strany Úsvitu a jeho snahy využít partnerství ve vlastní prospěch.

### Volební sněm 2016
Na začátku listopadu 2016 se konal volební sněm hnutí. Předsedou byl opět zvolen Miroslav Lidinský, 1. místopředsedou pak nově Jan Zilvar. Pozice řadových místopředsedů obhájily poslankyně Jana Hnyková a Olga Havlová. Účastníci sněmu také rozhodli, že hnutí bude ve svém programu prosazovat přímou demokracii, odpovědnost politiků, zprůhlednění financování neziskových organizací a vymahatelnost práva a spravedlnosti. Sněm byl uspořádán v reakci na neúspěch hnutí v krajských a senátních volbách v říjnu 2016. Úsvit v nich nezískal žádného krajského zastupitele a ani jeden kandidát neprošel do druhého kola senátních voleb.

### Přeměna na spolek
Ve volbách do Poslanecké sněmovny 2017 členové hnutí kandidovali na kandidátce strany Blok proti islamizaci – Obrana domova. V prosinci 2017 rozhodlo hnutí na vlastní konferenci, že se přemění na spolek. Toto rozhodnutí nabylo účinnosti v březnu 2018.

## Volební výsledky

### Poslanecká sněmovna
| Volby | Počet hlasů | Změna | %    | Změna | Počet mandátů | Změna |
| ----- | ----------- | ----- | ---- | ----- | ------------- | ----- |
| 2013  | 342 339     | –     | 6,88 | –     | 14            | –     |

### Evropský parlament
| Volby | Počet hlasů | Změna | Hlasy % | Změna | Mandátů | Změna |
| ----- | ----------- | ----- | ------- | ----- | ------- | ----- |
| 2014  | 47 306      | –     | 3,12    | –     | 0       | –     |

### Zastupitelstva obcí

#### Celkové výsledky
| Volby | Počet hlasů | Změna | %    | Změna | Počet mandátů | Změna | %    | Změna |
| ----- | ----------- | ----- | ---- | ----- | ------------- | ----- | ---- | ----- |
| 2014  | 647 837     | –     | 0,65 | –     | 54            | –     | 0,09 | –     |